# پرینستون (آیووا)
پرینستون (به انگلیسی: Princeton) شهری در ایالت آیووا کشور ایالات متحده آمریکا است که جمعیت آن در سرشماری سال ۲۰۱۰ میلادی، ۸۸۶ نفر بوده‌است.